# Серков, Анатолий Фирсович
Анатолий Фирсович Серков — советский хозяйственный, государственный и политический деятель, Герой Социалистического Труда.

## Биография
Родился в 1928 году. Член ВКП(б).
С 1946 года — на хозяйственной, общественной и политической работе. В 1946—1983 гг. — подручный сталевара, сталевар, помощник мастер, мастер, старший мастер мартеновского цеха Сталинградского металлургического завода «Красный Октябрь» Сталинградского совнархоза, разработчик способов заправки и завалки плавильной печи, регулировки температурного режима, обладатель рекорда скоростной плавки металла.
Указом Президиума Верховного Совета СССР от 19 июля 1958 года присвоено звание Героя Социалистического Труда с вручением ордена Ленина и золотой медали «Серп и Молот».
Избирался депутатом Верховного Совета РСФСР 4-го созыва. В 1963 году участвовал в зажжении Вечного огня на братской могиле в сквере на площади Павших Борцов в Волгограде. В 1980 году получил звание Почётного гражданина города-героя Волгограда.
Умер в 2009 году.